# Tromba lontana
Tromba lontana is een compositie van John Adams.

## Compositie
De opdracht van dit werk is afkomstig van de Houston Symphony, dat wilde stilstaan bij de onafhankelijkheid van de Republiek Texas in 1836; Texas zou zich in 1845 aansluiten bij de Verenigde Staten. Het orkest nodigde meerdere componisten onder leiding van componist Tobias Picker uit om een fanfare te schrijven in de traditie van Fanfare for the common man van Aaron Copland en de nog vroegere Hail to the Chief.
Daar waar Coplands fanfare muzikaal moest imponeren, hield Adams het rustig. De titel verwijst daar ook naar, tromba lontana (eigenlijk tromba lontane) betekent "trompetten vanuit de verte". Het is de bedoeling dat de twee solotrompettisten afgescheiden worden van het orkest en spelen van balkons of iets dergelijks. Adams noemde zelf als grote voorbeeld The Unanswered Question van Charles Ives, toch al muzikaal zijn voorbeeld.
Adams schreef het werk voor:
- 2 dwarsfluiten (I en II ook piccolo), 2 hobo’s, 2 klarinetten, 2 trompetten, percussie, piano, harp, violen, altviolen, celli en contrabassen.

## Uitvoeringen
De Houston Symphony was het orkest dat het werk voor het eerst uitvoerde en wel op 5 april 1986 (150 jaar na de onafhankelijkheid) onder leiding van Sergiu Comissiona. Een half jaar later nam Edo de Waart het op met de San Francisco Symphony Orchestra voor Nonesuch Records. Daarbij werd het werk onder de titel Two fanfares for orchestra gekoppeld aan Short ride in a fast machine; de muziekuitgeverij was hun hier in voor gegaan. Dat was in de ogen van Adams nooit de bedoeling; het enige dat de twee werken bindt, is dat het beide fanfares zijn. Boosey & Hawkes constateerden dat de uitvoeringen van het werk langzaam op gang kwamen. Na meer dan een jaar stilte (waarschijnlijk te danken aan dat het gelegenheidsmuziek is) pakte David Zinman het werk op met het Cleveland Orchestra. De Nederlands première is vermoedelijk weggelegd voor het dansgezelschap Introdans, dat het in 1992 in een choreografie van Philip Taylor meerdere malen onder de titel Beginnings op de planken bracht van Terneuzen tot Groningen. Het werk bereikte in maart 1994 het Koninklijk Concertgebouworkest; Adams kwam er zelf voor naar Amsterdam. Het werk kende circa 400 uitvoeringen (gegevens maart 2025). Daartegenover staan slechts nog geen handvol opnamen. In 2025 zijn verkrijgbaar opnamen door Edo de Waart (dan bijna 40 jaar oud), Simon Rattle met het City of Birmingham Symphony Orchestra en Paavo Järvi met Tonhalle Zürich.